# Zwölf Taten des Buddha
| Tibetische Bezeichnung                                                    |
| ------------------------------------------------------------------------- |
| Wylie-Transliteration: mdzad pa bcu gnyis                                 |
| Andere Schreibweisen: Dzad pa chu nyi; Skt. dvadaśabuddhakārya            |
| Chinesische Bezeichnung                                                   |
| Vereinfacht: 佛陀十二相成道, 十二相成道, 十二宏化                         |
| Pinyin:Fotuo shi'er xiangcheng dao, Shi'er xiangcheng dao, Shi'er honghua |

Unter dem Begriff der Zwölf Taten des Buddha werden im Mahayana-Buddhismus die wichtigsten Lebensstationen eines höchsten Nirmanakaya, insbesondere des Buddha Shakyamuni zusammengefasst. Über sie wird bereits im Lalitavistara-Sutra, einer im 2. bzw. 3. Jahrhundert n. Chr. entstandenen Biographie berichtet. Eine große Rolle spielen sie in der Hagiographie des tibetischen Buddhismus. Sie werden in Aufführungen auch szenisch dargestellt.

## Zwölf Taten des Buddha
Es werden folgende Ereignisse illustriert:
- 1. Herabkunft aus dem himmlischen Bereich (von Tushita)
- 2. Eintreten in den Mutterleib (von Mayadevi)
- 3. körperliche Geburt (in den Shakya-Klan in Lumbini)
- 4. In den Künsten gelehrt werden
- 5. Weltliche Freuden des Familien- und Palastlebens
- 6. Lossagung von der Familie und Aufgabe des Besitzes
- 7. Übung der Askese (an den Ufern des Nairañjana)
- 8. Hervorbringung von Bodhichitta (Bodhi-Baum)
- 9. Bezwingung der dämonischen Kräfte Maras (tib. bdud)
- 10. Erlangung der vollkommenen Erleuchtung
- 11. Drehen des Dharmarades (in Varanasi u. a.)
- 12. Eingehen ins Parinirvana (in Kushinagar)